# فرقد السبخي
فرقد بن يعقوب السبخى أبو يعقوب البصري تابعي، ومن الذين اشتهر عنهم الزهد والعبادة، من سبخة البصرة، كان من أهل الكتاب، وأسلم، أصله من أرمينيا، وكان يحدّث الناس على أشياء من التوراة. وهو من رواة الحديث النبوي، ورتبته عند المُحدثين منكر (ضعيف) الحديث.

## سيرته
فرقد بن يعقوب السبخي، يكنى أبا يعقوب، كان من عُباد البصرة، روى عنه عددًا من الأقوال والحكم، ومن أقواله: «قرأت في التوراة: من أصبح حزيناً على الدنيا أصبح ساخطاً على ربه عز وجل، ومن جالس غنياً فتضعضع له ذهب ثلثا دينه، ومن أصابته مصيبة فشكا إلى الناس فإنما يشكو ربه عز وجل.»، و«إن ملوك بني إسرائيل كانوا يقتلون قراءهم على الدين وإن ملوككم إنما يقتلونكم على الدنيا فدعوهم والدنيا.».
سمع من جماعة من كبار التابعين: كسعيد بن جبير ومرة وإبراهيم النخعي وأبي الشعثاء. وشغله التعبد عن حفظ الحديث، يُعرض النقلة عن حديثه عند المُحدِّثين، ومات في أيام الطاعون بالبصرة سنة 131 هـ.

## روايته للحديث النبوي
- روى عن: إبراهيم النخعي، وأنس بن مالك، وربعي بن حراش، وسعيد بن جبير، وشميط مولى ثوبان، وشهر بن حوشب، وعاصم بْن عَمْرو البجلي، وقتادة بن دعامة، ومرة بن شراحيل، وأبي العلاء يزيد بن عبد الله بن الشخير، وأبي منيب الجرشي، وأبي المهزم.
- روى عنه: أشرس أَبُو شَيْبَان الهذلي، وجعفر بْن سُلَيْمان الضبعي، والحسن بْن ذكوان، والحكم بْن أبان، وحماد بن زيد، وحماد بن سلمة، وديلم بن غزوان، وسعيد بن أبي عروبة، وصدقة بن موسَى الدقيقي، وعَبْد اللَّهِ بْن شوذب، وعبد الواحد بن زيد، وعُبَيدة بْن بلال العمي، وعلي بْن ثابت الأَنْصارِيّ أخو عزرة بْن ثابت، وعمرو بن خالد الخزاعي، وغاضرة بْن قرهد، وفضيل بْن عَمْرو الفقيمي، ومغيرة بْن مسلم السراج، وهمام بن يحيى، ووهب بْن راشد، ويوسف بْن عطية الصفار، وأبو سلمة الكندي، وأبو عَمْرو بن العلاء النحوي.[3]
- الجرح والتعديل: قال يحيى القطان: «ما يعجبني الحديث عنه.»، وقال أحمد بن حنبل: «رجل صالح، ليس بقوي في الحديث، لم يكن صاحب حديث»، وقال: «يروي عَنْ مرة منكرات»، وقال يحيى بن معين: «ليس بذاك»، وقال محمد بن إسماعيل البخاري: «فِي حديثه مناكير.»، وقال الترمذي: «تكلم فِيهِ يَحْيَى بْن سَعِيد، وروى عنه الناس»، وقال النسائي: «ليس بثقة»، وقال أبو حاتم الرازي: «ليس بقوي فِي الحديث»، وقال ابن عدي: «كان يعد من صالحي أهل البصرة. وليس هو كثير الحديث.».[3][4] روى له الترمذي وابن ماجه.[3]